# دزد شهر
دزد شهر فیلمی به کارگردانی و نویسندگی حسین مدنی محصول سال ۱۳۴۳ است.

## داستان
همهٔ راه‌ها و تدابیر برای گرفتار کردن سارق زبردست جواهرات نتیجه‌ای نمی‌دهد...

## بازیگران
- حسین مدنی
- پوری بنایی
- دلیله نمازی
- محمدرضا فاضلی
- احمد قدکچیان
- حسن شاهین
- سونیا
- کامی کسروی
- ابراهیم نادری
- پرخیده
- صمد صباحی
- رضا بیک ایمانوردی
- بهروز
- طبا
- پیروز
- نوری
- هوشنگ خلعتبری
- بیاتی
- فرج‌پور
- نجفی
- مقتبس
- سحابی